# César Parra (Leichtathlet)
César Parra (* 9. Januar 2002) ist ein venezolanischer Leichtathlet, der sich auf den Hürdenlauf spezialisiert hat.

## Sportliche Laufbahn
Erste internationale Erfahrungen sammelte César Parra im Jahr 2021, als er bei den U20-Südamerikameisterschaften in Lima in 52,84 S die Silbermedaille im 400-Meter-Hürdenlauf gewann. Anschließend schied er bei den U20-Weltmeisterschaften in Nairobi mit 52,12 s im Halbfinale aus und gewann dann bei den U23-Südamerikameisterschaften in Guayaquil in 52,31 s die Bronzemedaille hinter den Brasilianern Matheus Coelho und Matheus Lima. Im Dezember gelangte er bei den erstmals ausgetragenen Panamerikanischen Juniorenspielen in Cali mit 52,10 s auf den sechsten Platz über die Hürden und wurde mit der venezolanischen 4-mal-400-Meter-Staffel in 3:12,41 min Vierter. Im Jahr darauf schied er bei den Ibero-Amerikanischen Meisterschaften in La Nucia mit 52,96 s in der Vorrunde über die Hürden aus und belegte mit der Staffel in 3:09,19 min den vierten Platz. Anschließend gelangte er bei den Juegos Bolivarianos in Valledupar mit 52,48 s auf den sechsten Platz und wurde dann bei den U23-Südamerikameisterschaften in Cascavel in 53,53 s Fünfter und gelangte im Staffelbewerb mit 3:15,69 min auf Rang vier.
In den Jahren 2021 und 2022 wurde Parra venezolanischer Meister im 400-Meter-Hürdenlauf.

## Persönliche Bestleistungen
- 400 Meter: 48,64 s, 6. November 2021 in Caracas
- 400 m Hürden: 51,70 s, 23. April 2022 in Mérida